# Герберт Капплер
Герберт Капплер (нім. Herbert Kappler; 23 вересня 1907, Штутгарт — 9 лютого 1978, Зольтау) - штандартенфюрер СС і оберст поліції, командир поліції безпеки і СД в Римі. На цій посаді організував масове вбивство в Ардеатінських печерах.

## Біографія
Після вивчення математики в Технічному університеті Штутгарта Капплер працював інженером-електриком в різних компаніях Вюртемберга. 1 серпня 1931 року вступив у НСДАП (партійний квиток № 594 899) і СА. У 1933 році став членом СС (особистий номер 55 211). У 1936 році вступив на службу в гестапо Штутгарта. У 1937 році склав іспит на поліцейського інспектора і закінчив навчання в поліцейській академії в Берліні.
Навесні 1939 року був відправлений до Риму, де став офіцером зв'язку в італійській поліції. У 1942 році став військовим аташе в німецькому посольстві в Римі. 10 вересня 1943 року був призначений командиром поліції безпеки і СД в Римі. На цій посаді розробляв плани депортацій італійських євреїв до концтаборів. В ніч з 15 на 16 жовтня 1943 року було заарештовано 1259 осіб, з яких 1007 були депортовані в Аушвіц. Капплер також був відповідальним за масове вбивство в Ардеатінських печерах: після партизанського замаху на німецьких поліцейських було наказано розстріляти 335 мирних громадян.
У травні 1945 року Капплер був заарештований британцями в Больцано. У 1947 році він був переданий італійській владі. У 1948 році був засуджений італійським військовим трибуналом до довічного тюремного ув'язнення. Будучи в ув'язненні, він розлучився з першою дружиною. Потім одружився з медсестрою Аннелізою Капплер в 1972 році. У 1975 році у Капплера був діагностований рак, в результаті чого він був переведений у військову лікарню в Римі в 1976 році. Клопотання з боку дружини і Західної Німеччини про його звільнення були відхилені італійською владою. У серпні 1977 року дружина Капплера організувала його втечу в Західну Німеччину. Уряд ФРН відмовився видати його Італії. Через 6 місяців після втечі він помер в Зольтау.

## Нагороди
- Спортивний знак СА
- Почесний кут старих бійців
- Кільце «Мертва голова»
- Почесна шпага рейхсфюрера СС